# Distrito de José Luis Bustamante y Rivero

Mapa distrital de la provincia (ampliar para ver detalles).

El distrito de José Luis Bustamante y Rivero es uno de los veintinueve que conforman la provincia de Arequipa, ubicada en el departamento de Arequipa, en el sur del Perú. Forma parte del área metropolitana de Arequipa.

Fue creado el 29 de mayo de 1995 mediante la Ley N.º 26455, sin embargo su actividad oficial empezó el 2 de enero de 1996.

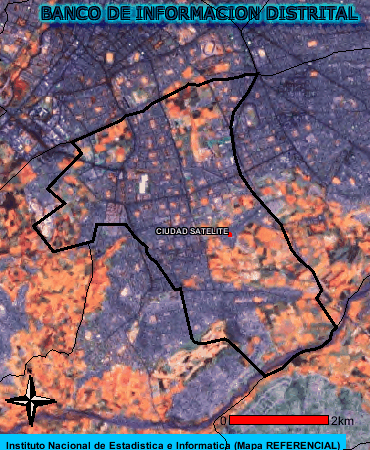
Imagen Satelital del Distrito de José Luis Bustamante y Rivero.

Es uno de los distritos arequipeños con mayor crecimiento, siendo actualmente una zona de clase media con muchas urbanizaciones residenciales, discotecas, edificios modernos, etc. Tiene también acceso a algunos de los más importantes centros comerciales de la ciudad. El distrito ha atraído la vista de muchas empresas por su potencial para convertirse en el tercer centro financiero de Arequipa.
Limita por el Norte con el distrito de Arequipa; por el Sur con los distritos de Socabaya y Sabandía; por el Este con distrito de Paucarpata;  y por el Oeste con el distrito de Jacobo Hunter.
Desde el punto de vista jerárquico de la Iglesia católica forma parte de la Arquidiócesis de Arequipa.

## Historia

### Creación del Distrito
José Luis Bustamante y Rivero es el distrito más joven de la provincia de Arequipa. La creación del distrito de José Luis Bustamante y Rivero se gestó a raíz de la iniciativa de un grupo de vecinos que fundaron el comité Cívico TEXAO que en su última etapa fue liderada, por Raúl Osorio Riveros. Se logró constituir un nuevo núcleo autónomo que pudiera individualmente velar por los intereses y necesidades de sus pobladores razón por la cual ocupa un área geográfica que antes correspondió a los distritos de Paucarpata, Socabaya y el Cercado de Arequipa.
En esta primera etapa se solucionaron varios obstáculos en el camino como nulidades presentadas en el Congreso de la República, manejo interesado de la opinión pública, entre otras. Sin embargo gracias al amplio y decidido apoyo del congresista arequipeño, el historiador Juan Guillermo Carpio Muñoz, se logró la aprobación de la ley de creación del distrito por el Congreso Constituyente Democrático.

## Geografía
El Distrito José Luis Bustamante y Rivero se encuentra ubicado en la Provincia y Región de Arequipa; situado al Sur – este del distrito de Arequipa a una distancia de 04 km de la plaza de Armas aproximadamente.
Se ubica a una altitud promedio de 2,363.00 m s. n. m. entre los meridianos 16°25¨04” de Latitud Sur y 71°31¨48” de Longitud Oeste, posee una extensión territorial de 11.06 km², que representa el 10% del área total de la Provincia de Arequipa.

Limita por:

El Noroeste y Norte : con el distrito de Arequipa.

El Este : con el distrito de Paucarpata.

El Sureste : con los distritos de Sabandía y Characato.

El sureste y oeste : Con los distritos de Socabaya y Jacobo Hunter.

## Hitos urbanos

### Ciudad Satélite
La Junta de Rehabilitación y Desarrollo de Arequipa llevó a cabo entre 1958 y 1967 varios programas de reconstrucción y expansión urbana, como parte de la recuperación de Arequipa tras varios terremotos. Uno de los programas tenía por objeto la edificación de nuevas urbanizaciones para subsanar el déficit de vivienda. Por esto, se dispuso construir en los terrenos agrícolas colindantes al cementerio de La Apacheta las urbanizaciones de Ciudad Satélite, núcleo urbano que se convertiría en capital y corazón del distrito.

### Cementerio de La Apacheta
El cementerio de La Apacheta, el más grande de Arequipa con 130 mil metros cuadrados, forma parte del Patrimonio Histórico Cultural de la ciudad. Fue fundado en 1833 y guarda más de 180 mil tumbas, entre ellas varios máusoleos con esculturas que convierten al recinto en un auténtico museo. En su interior se encuentran las tumbas de importantes personalidades peruanas como el poeta y prócer Mariano Melgar, los políticos Francisco Mostajo y Horacio Zeballos, los presidentes Pedro Diez Canseco y Eduardo López de Romaña, los artistas Luis Duncker Lavalle, Jorge Vinatea Reynoso y Teodoro Núñez Ureta; entre muchos otros.

### Club Sportivo Huracán
El Club Sportivo Huracán, fundado en 1927, es uno de los llamados "cinco grandes" del fútbol arequipeño. Fue fundado en el barrio de El Carmen (avenida Dolores) y actualmente se encuentran sus instalaciones y estadio en el barrio bustamantino de La Pampilla.

### Centro de Convenciones Cerro Juli
Centro de convenciones más importantes de Arequipa, ubicado en el pueblo tradicional de Cerro Juli. Cuenta con varios auditorios, salas y pabellones, además de un recinto para espectáculos musicales y una cancha para peleas de toros. Anualmente acoge en su recinto la Feria Internacional de Arequipa y el festival de música Jardín de la Cerveza Arequipeña, para conmemorar cada aniversario de la ciudad.

### Avenida Dolores
A lo largo de la avenida Dolores se desarrolla el punto esparcimiento más grande de Arequipa. Cuenta con un centenar de establecimientos entre discotecas, restaurantes, bares y un centro de convenciones.
Calles Principales
- - Avenida Dolores
  - Avenida Estados Unidos
  - Avenida Hartley
  - Calle Colón
  - Avenida Guardia Civil

- - Avenida Andrés Avelino Cáceres
  - Avenida Alcides Carrión
  - Paseo de la Cultura

Puntos de Interés

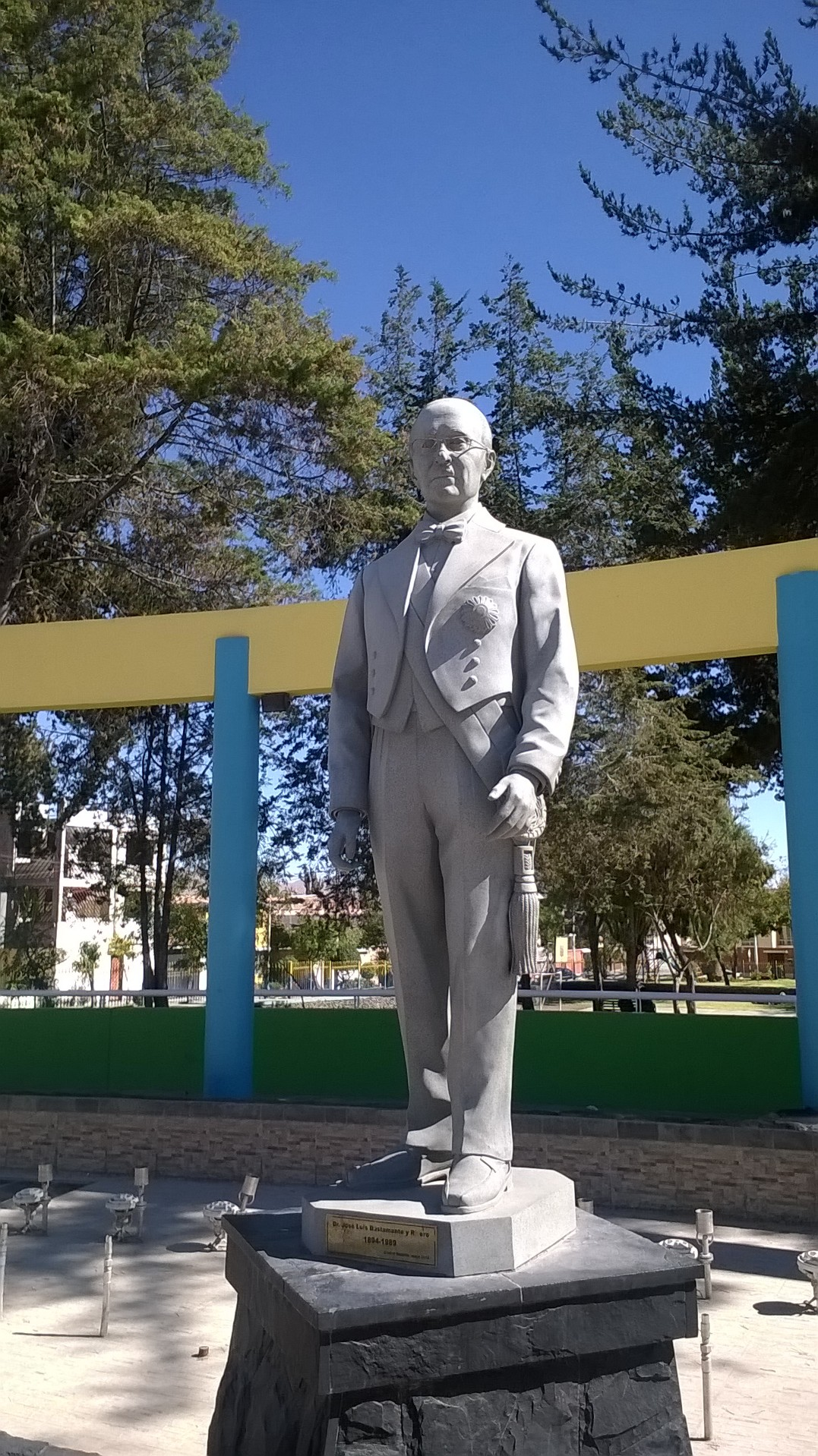
Estatua de José Luis Bustamante y Rivero en el barrio de Ciudad Satélite.

- - Plataforma Comercial Andrés Avelino Cáceres
  - Campo Ferial Cerro Juli
  - Cementerio de la Apacheta

### Residencial San Aurelio

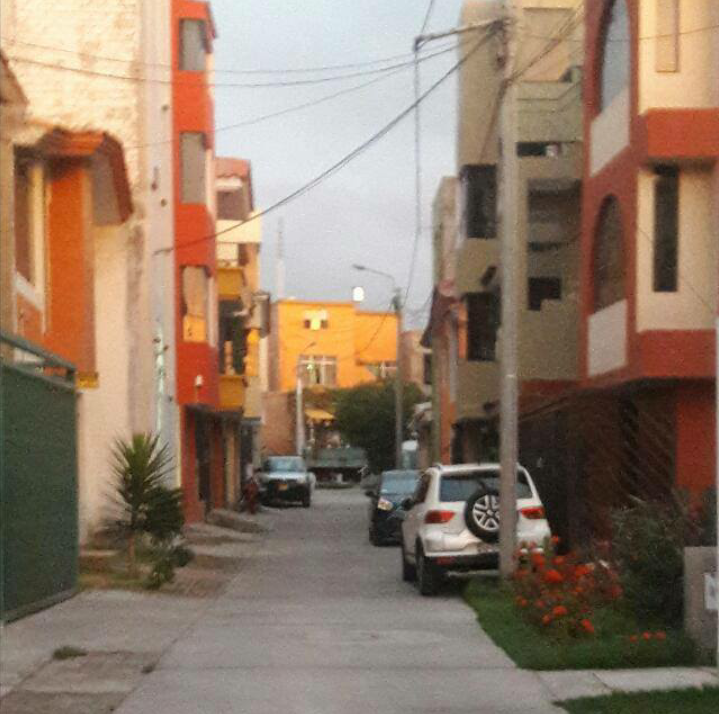
Foto original de la "Residencial San Aurelio" - José Luis Bustamante y Rivero.

La popular "Residencial San Aurelio" es una asociación de vivienda con número 151 en la Avenida Dolores; que consta aproximadamente de más de 30 lotes. Cada fin de mes de julio se realiza la fiesta del "Divino Niño", el cual es invitado el padre de la parroquia cercana, la fiesta es organizada por sorteo por un vecino distinto cada año. Lleva el nombre del esposo de la fundadora original llamado Aurelio Rodríguez, antes eran terrenos de chacras pero pasó a manos de Estebalina Castro, la cual actualmente reside ahí.

## Transporte
Las rutas de transporte masivo de pasajeros que circularán en el distrito de José Luis Bustamante y Rivero son las siguientes:
| FASE OPERATIVA | FASE OPERATIVA                          | FASE OPERATIVA | FASE OPERATIVA                                      | FASE OPERATIVA                                     |
| Cuenca         | Concesionario                           | Ruta *         | Ruta *                                              | Ruta *                                             |
| Cuenca         | Concesionario                           | Código         | Desde                                               | Hasta                                              |
| -------------- | --------------------------------------- | -------------- | --------------------------------------------------- | -------------------------------------------------- |
| C - 1          | Integra Arequipa S.A.C.                 | BT1            | Terminal Pesquero Río Seco (Cerro Colorado)         | Urbanización Lara (Socabaya)                       |
| C - 1          | Integra Arequipa S.A.C.                 | BT2            | Urbanización Lara (Socabaya)                        | Terminal Pesquero Río Seco (Cerro Colorado)        |
| C - 2          | Consorcio Empresarial Cono Norte S.A.C. | A38            | Granjeros y Pequeños Industriales Bellavista (Yura) | Plataforma Andrés Avelino Cáceres (J.L.B.Y.R.)     |
| C - 3          | TransCayma S.A.C.                       | A5             | 1 de Junio - Zona "B" (Cayma)                       | Terminal Terrestre (J.L.B.Y.R. / Hunter / Cercado) |
| C - 3          | TransCayma S.A.C.                       | A34            | Mujeres con Esperanza (Cayma)                       | Plataforma Andrés Avelino Cáceres (J.L.B.Y.R.)     |
| C - 4          | Unión AQP S.A.                          | T14            | Tomasa Tito Condemayta (Miraflores)                 | Terminal Terrestre (J.L.B.Y.R. / Hunter / Cercado) |
| C - 4          | Unión AQP S.A.                          | T16            | San Luis (Alto Selva Alegre)                        | Terminal Terrestre (J.L.B.Y.R. / Hunter / Cercado) |
| C - 4          | Unión AQP S.A.                          | T17            | Señor de las Piedades (Alto Selva Alegre)           | Terminal Terrestre (J.L.B.Y.R. / Hunter / Cercado) |
| C - 4          | Unión AQP S.A.                          | T18            | Huarangal (Alto Selva Alegre)                       | Terminal Terrestre (J.L.B.Y.R. / Hunter / Cercado) |
| C - 4          | Unión AQP S.A.                          | T38            | Villa Confraternidad (Alto Selva Alegre)            | Mercado Mayorista Los Incas (J.L.B.Y.R.)           |
| C - 5          | ETRABUS S.A.                            | T35            | Héroes del Cenepa (Mariano Melgar)                  | Terminal Terrestre (J.L.B.Y.R. / Hunter / Cercado) |
| C - 6          | Unión Grau S.A.C.                       | T3             | San Bernardo de Chiguata (Paucarpata)               | Terminal Terrestre (J.L.B.Y.R. / Hunter / Cercado) |
| C - 6          | Unión Grau S.A.C.                       | T32            | Miguel Grau (Paucarpata)                            | Juventud Ferroviaria (Cercado)                     |
| C - 6          | Unión Grau S.A.C.                       | T33            | San Bernardo de Chiguata (Paucarpata)               | Terminal Terrestre (J.L.B.Y.R. / Hunter / Cercado) |
| C - 7          | AQP Masivo S.A.C.                       | A7             | Los Portales (Paucarpata)                           | Cementerio La Apacheta (J.L.B.Y.R.)                |
| C - 7          | AQP Masivo S.A.C.                       | A10            | Villa Santa Rosa (Paucarpata)                       | Terminal Terrestre (J.L.B.Y.R. / Hunter / Cercado) |
| C - 7          | AQP Masivo S.A.C.                       | T12            | Cahuaya Rosaspata (Paucarpata)                      | Terminal Terrestre (J.L.B.Y.R. / Hunter / Cercado) |
| C - 7          | AQP Masivo S.A.C.                       | T37            | Ciudad Blanca (Paucarpata)                          | Terminal Terrestre (J.L.B.Y.R. / Hunter / Cercado) |
| C - 8          | Bus Characato S.A.                      | A6             | Cerrillo (Characato)                                | Cementerio La Apacheta (J.L.B.Y.R.)                |
| C - 8          | Bus Characato S.A.                      | A21            | Peregrinos (Yarabamba)                              | Terminal Terrestre (J.L.B.Y.R. / Hunter / Cercado) |
| C - 9          | Emarsistran S.A.                        | A18            | El Pasto (Socabaya)                                 | Urb. Dolores (J.L.B.Y.R.)                          |
| C - 9          | Emarsistran S.A.                        | A35            | Urb. Betania (J.L.B.Y.R.)                           | Parque Pablo VI (Cercado)                          |
| C - 9          | Emarsistran S.A.                        | A44            | Los Cristales (Socabaya)                            | Parque Lambramani (Cercado)                        |
| C - 9          | Emarsistran S.A.                        | T22            | Urb. Betania (J.L.B.Y R.)                           | Terminal Terrestre (J.L.B.Y R. / Hunter / Cercado) |
| C - 9          | Emarsistran S.A.                        | T23            | La Campiña (Socabaya)                               | La Paz (Cercado)                                   |
| C - 9          | Emarsistran S.A.                        | T36            | 4 de Octubre (Socabaya)                             | Seguro Social (Cercado)                            |
| C - 10         | Megabus AQP S.A.C.                      | A19            | Ampliación Pampas del Cusco (Hunter)                | Plataforma Andrés A. Cáceres (J.L.B.Y.R.)          |
| C - 10         | Megabus AQP S.A.C.                      | A20            | La Planicie (Sachaca)                               | Agricultura (J.L.B.Y.R.)                           |
| C - 10         | Megabus AQP S.A.C.                      | T20            | Villa El Triunfo (Sachaca)                          | Las Begonias (J.L.B.Y.R.)                          |
| C - 10         | Megabus AQP S.A.C.                      | T26            | Pampas Nuevas (Tiabaya)                             | Terminal Terrestre (J.L.B.Y.R. / Hunter / Cercado) |
| C - 10         | Megabus AQP S.A.C.                      | T31            | Pampas del Cusco (Hunter)                           | Terminal Terrestre (J.L.B.Y.R. / Hunter / Cercado) |
| C - 11         | Cotum Express S.A.C.                    | A17            | Alto Libertad (Cerro Colorado)                      | Grifo Monterrey (J.L.B.Y.R.)                       |
| C - 11         | Cotum Express S.A.C.                    | T25            | Pueblo de Tradicional de Uchumayo (Uchumayo)        | Gobierno Regional de Arequipa (Paucarpata)         |

* Las rutas operan en ambos sentidos.
IMPORTANTE:
- La Municipalidad Provincial de Arequipa (MPA), a través del SITransporte podrá crear rutas o extender recorridos de las rutas ya establecidas para la cobertura total del distrito.
- La tarifa del pasaje se pagará solo una vez, tendrá una duración de 59 minutos y se podrá realizar tres viajes como máximo.

## Autoridades
Ronald Pablo Ibañez Barreda (Alcalde Distrital)

### Municipales
- 2023-2026
  - Alcalde: Fredy Javier Zegarra Black
  - Regidores:

### Religiosas
- Párrocos:
  - Parroquia "Nuestra Señora de Guadalupe": R. P. José Lochedino Izaguirre, IVE.
  - Parroquia "San José, obrero": R. P. Neri Menor Vargas, OFM.
  - Parroquia "San Miguel": Pbro. Ramón Tito Ramos
- Parroquias:
- · "Santo Toribio de Mogrovejo"  · “VIRGEN DE LA MEDALLA MILAGROSA”  · “Nuestra Señora de Guadalupe”  · ““Parroquia Nuestra Señora de Guadalupe”  · “ La nueva iglesia de Santo Toribio de Mogrovejo”

### Policiales
- Comisario: Cmdte. P. N. P. Ramos.